# Leopardus vorohuensis
Leopardus vorohuensis es una especie de felino extinto que habitó entre el Neógeno y el Cuaternario sudamericano, y que pertenece al género Leopardus. Se trataría de un pequeño carnívoro de hábitos trepadores. 

## Taxonomía
Leopardus vorohuensis fue descrito originalmente en el año 1983 por la paleontóloga Annalisa Berta, quien lo situó como un miembro del género Felis, es decir: Felis vorohuensis. Se trata de un felino pequeño, relacionado con el viviente gato de los pajonales. 
Cronoasignación
En la escala geológica de tiempo desarrollada para la cronoasignación de la fauna de mamíferos sudamericanos  al estrato portador de este fósil se le indicó filiación Marplatense (anteriormente denominada “Uquiense”) una edad mamífero de América del Sur que comprende el periodo entre los 3 Ma y  los 1,2 Ma, correspondiendo al Plioceno tardío-Pleistoceno temprano o inferior. Dentro del marplatense, la subedad indicada es la "Vorohuensense", al encontrarse en el nivel superior de la “Formación Vorohue”.   
Localidad y ejemplar tipo
El ejemplar tipo fue clasificado con el código MMP 1047, y está compuesto por un esqueleto parcial. La localidad tipo donde fue exhumado se sitúa en las coordenadas: 38.0°S 57.6°W, a 15 km al norte de la ciudad de Mar del Plata, en la costa marítima del sudeste de la provincia de Buenos Aires, en el centro-este de la Argentina.
Recombinación genérica
En el año 2007, el biólogo y paleontólogo estadounidense John Alroy estudió y comparó numerosas especies fósiles americanas, entre las que se encontraba este taxón, encontrando que sus restos presentaron caracteres que se relacionan con los que se observan en el género viviente Leopardus por lo que lo escindió del género Felis y lo transfirió a Leopardus.